# Лексінгтон (Небраска)
Лексінгтон (англ. Lexington) — місто (англ. city) в США, в окрузі Доусон в південній частині штату Небраска, на річці Платт. Населення — 10 348 осіб (2020).

## Географія
Лексінгтон розташований за координатами 40°46′41″ пн. ш. 99°44′47″ зх. д. / 40.77806° пн. ш. 99.74639° зх. д. (40.778096, -99.746337).  За даними Бюро перепису населення США в 2010 році місто мало площу 11,68 км², з яких 11,65 км² — суходіл та 0,03 км² — водойми.

## Демографія

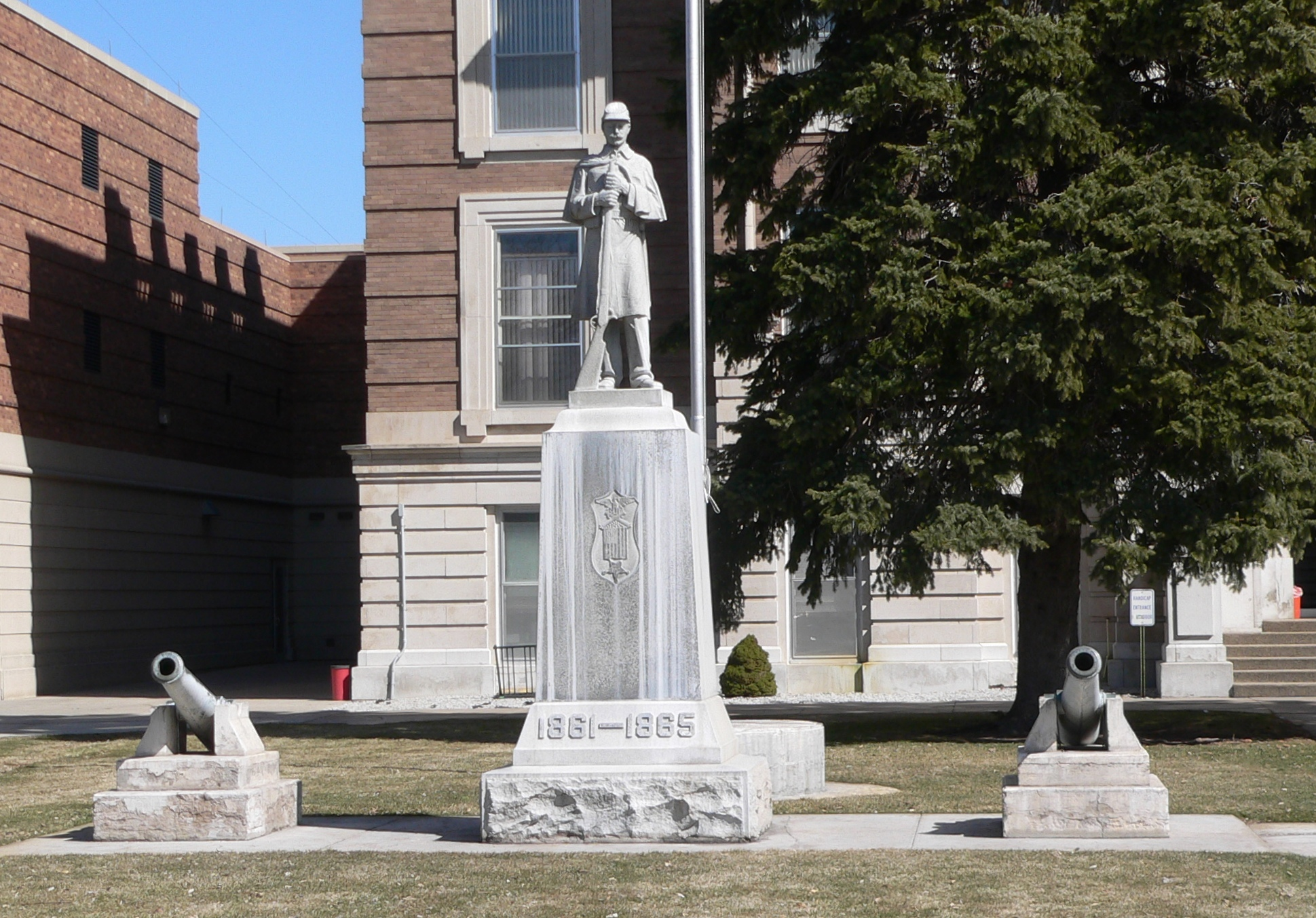
Пам'ятник у центрі міста

Згідно з переписом 2010 року, у місті мешкало 10 230 осіб у 3180 домогосподарствах у складі 2320 родин. Густота населення становила 876 осіб/км².  Було 3403 помешкання (291/км²).
Расовий склад населення:
| - 57,9 % — білих - 6,6 % — чорних або афроамериканців - 1,2 % — корінних американців - 1,0 % — азіатів - 0,4 % — вихідців з тихоокеанських островів - 29,7 % — осіб інших рас |

До двох чи більше рас належало 3,3 %. Частка іспаномовних становила 60,4 % від усіх жителів.
За віковим діапазоном населення розподілялося таким чином: 32,5 % — особи молодші 18 років, 58,2 % — особи у віці 18—64 років, 9,3 % — особи у віці 65 років та старші. Медіана віку мешканця становила 29,4 року. На 100 осіб жіночої статі у місті припадало 106,8 чоловіків;  на 100 жінок у віці від 18 років та старших — 105,7 чоловіків також старших 18 років.
Середній дохід на одне домашнє господарство  становив 48 329 доларів США (медіана — 43 096), а середній дохід на одну сім'ю — 52 616 доларів (медіана — 48 216). Медіана доходів становила 32 143 долари для чоловіків та 25 043 долари для жінок. За межею бідності перебувало 21,4 % осіб, у тому числі 31,4 % дітей у віці до 18 років та 9,3 % осіб у віці 65 років та старших.
Цивільне працевлаштоване населення становило 5073 особи. Основні галузі зайнятості: виробництво — 44,1 %, освіта, охорона здоров'я та соціальна допомога — 12,9 %, роздрібна торгівля — 10,2 %.